# Łarżanka
Łarżanka (ukr. Ларжанка) – wieś na Ukrainie, w obwodzie odeskim, w rejonie izmailskim, w hromadzie Safjany. W 2001 liczyła 2386 mieszkańców, wśród których 1065 wskazało jako ojczysty język ukraiński, 1190 rosyjski, 107 mołdawski, 1 rumuński, 12 bułgarski, 6 ormiański, 2 gagauski, 1 słowacki, a 2 inny. W 2024 liczyła 2295 mieszkańców.